# Salamon József (újságíró)
Salamon József (Dombóvár, 1890. augusztus 27. – Budapest, 1974. november 16.) újságíró, író, költő, színházi súgó.

## Élete
Salamon Pál faragó béres és Marosi Rozália fia. Az első világháború alatt mint haditudósító küldött jelentéseket a frontról a Győri Életnek és a soproni Fáklyának. 1918 után Sajó és Jóska bácsi álnéven alatt az Erő, a Magyar Detektív, a Magyar Rendőr, a Rádióújság és egyéb lapokban jelentek meg tárcái és elbeszélései gyermekek számára. 1913-ban, a Kisfaludy Társaság pályázatára írt Kőszívű lány című színművét 1921-ben mutatta be a győri színház mutatta be. 1925-től a Magyarság munkatársa volt, 1938-ig, amikor a Magyar Nemzethez került. 1950-ig volt a lap szerkesztőségi titkára, a rejtvény- és gyermekrovatot szerkesztette. Ekkor nyugdíjba vonult, de még mint nyugdíjas vezette a Magyarország rejtvényrovatát.

## Művei
- Az én könyvem (versek, Budapest, 1942)